# Починковский сельский округ
Починковский сельский округ — упразднённая административно-территориальная единица, существовавшая на территории Егорьевского района Московской области в 1994—2004 годах.
Починковский сельсовет был образован в первые годы советской власти. По данным 1923 года он входил в состав Починковской волости Егорьевского уезда Московской губернии.
В 1925 году к Починковскому с/с были присоединены Крехтиновский и Новоерохинский сельсоветы, но уже в 1926 году они были выделены обратно.
В 1926 году Починковский с/с включал село Починки, деревни Денисово, Крехтино и хутор Савелово.
В 1929 году Починковский с/с был отнесён к Егорьевскому району Орехово-Зуевского округа Московской области. При этом к нему был присоединён Крехтиновский с/с.
14 июня 1954 года к Починковскому с/с был присоединён Жабковский сельсовет.
27 июня 1959 года к Починковскому с/с был присоединён Анохинский сельсовет.
22 апреля 1960 года из Подрядниковского с/с в Починковский были переданы селения Княжево, Леоново, Полбино и Харламово.
1 февраля 1963 года Егорьевский район был упразднён и Починковский с/с вошёл в Егорьевский сельский район. 11 января 1965 года Починковский с/с был передан в восстановленный Егорьевский район.
6 марта 1975 года из Починковского с/с в восстановленный Полбинский с/с были переданы селения Большая Ильинка, Княжево, Леоново, Новоерохино, Полбино, Староерохино и Харламово.
3 февраля 1994 года Починковский с/с был преобразован в Починковский сельский округ.
21 июня 2004 года Починковский с/о был упразднён, а его населённые пункты переданы в Подрядниковский с/о.